# Граф Киттелля
Граф Киттелля — планарный граф с 23 вершинами и 63 рёбрами. Его единственное планарное вложение имеет 42 треугольных грани. Граф назван именем Ирвинга Киттелля, который использовал его в качестве контрпримера доказательству Альфреда Кемпе теоремы о четырёх красках.
Другие, более простые, контрпримеры — более ранние: Граф Пуссена (1896), граф Эрреры (1921) и два более поздних минимальных контрпримера: граф Сойфера (1997) и граф Фрича (1998), оба порядка 9.

## Другие свойства
Кликовая ширина графа равна 8.